# Ксантоконіт
Ксантоконіт — відносно рідкісний мінерал, сульфосіль з хімічною формулою Ag3AsS3. Це другий з відомих мінералів такого хімічного складу поряд з пруститом.
Ксантоконіт кристалізується в моноклінній кристалічній системі і зазвичай утворює таблитчасті, пластинчасті або псевдогексагональні кристали оранжево-жовтого кольору, а також виноградоподібні, брунькоподібні або променеві мінеральні агрегати від темно-малинового до гвоздично-коричневого кольору. Ксантоконіт залишає характерну жовту рису. Прозорі або непрозорі кристали мають алмазоподібний блиск.

## Відкриття та етимологія
Ксантоконіт відкритий у 1840 році Августом Брайтгауптом у зразках руди з мінералогічної колекції Фрайберзького гірничо-технічного університету, які були зібрані в 1797 році у копальні «Гіммельсфюрст» поблизу Бранд-Ербісдорфа в Саксонських Рудних горах у Німеччині. У своєму першому описі він назвав мінерал від слів грец. ξανθς «ксантос» — «жовтий» і грец. χόνις «коніс» — «порошок» через його характерну рису. Хімічний аналіз мінералу був проведений Дж. P. Платтнером.
Типовий матеріал все ще зберігається в ТУ «Фрайберзька гірнича академія» (TU-BA) під колекційними номерами MiSa6151, MiSa6161 і MiSa6163.

## Утворення та прояви
Ксантоконіт утворюється внаслідок гідротермальних процесів у рудних жилах, що містять срібло та арсен, де він перебуває в парагенезі переважно з пруститом, а також піраргіритом, акантитом, кальцитом і твердим арсеном.
Ксантоконіт можна знайти у відносно великій кількості в різних локаціях, але загалом він не дуже поширений. На сьогодні у світі задокументовано близько 110 його знахідок (станом на 2024 рік). Окрім типової місцевості — копальні «Гіммельсфюрст» поблизу Бранд-Ербісдорфа, мінерал також зустрічається в Саксонії в кількох місцях у районі Фрайберга, до якого також входять Гроссширма та Обершона, а також у районах Аннаберг-Бухгольц, Шлема-Альберода, Марієнберг та Шнеєберг в Ерцгебірге.
Єдиним відомим на сьогодні місцезнаходженням у Швейцарії є шахта Ленгенбах у долині Біннталь у кантоні Вале.
Інші місця проявів зафіксовані в Австралії, Болівії, Канаді, Чилі, Чехії, Франції, Греції, Угорщині, Ірландії, Італії, Японії, Казахстані, Марокко, Мексиці, Перу, Польщі, Румунії, Росії, Словаччині, Іспанії, Швеції, Великобританії (Уельс) та Сполучених Штатах Америки (Аляска, Колорадо, Айдахо, Каліфорнія, Монтана, Невада, Нью-Мексико).